# 金唇岩螺
金唇岩螺（学名：Mancinella echinulata），又名黄唇荔枝螺，是新腹足目骨螺科丝岩螺属的一种。主要分布于中国大陆、台湾，常栖息在潮间带的礁岩地区。